# Сюзан Чепкемеї
Сюзан Чепкемеї (англ. Susan Chepkemei) — кенійська бігунка на довгі дистанції. Чотириразова призерка чемпіонатів світу з напівмарафону в особистій першості. Дворазова чемпіонка світу з напівмарафону в командному заліку в 2001 і 2002 роках. Вигравала 10-кілометровий Брюнсюмський пробіг у 1998 і 2000 роках.
Її менеджером є Йос Херменс.